# 선부추
선부추는 부추속의 식물이다. 한국의 고유종이다.